# Lehnberghaus
La Lehnberghaus est un refuge de montagne privé dans le massif du Wetterstein. Il se site au pied du Wankspitze, à 1 554 m d'altitude.

## Ascension
- Depuis l'auberge Arzkasten en 1 heure environ[2].

## Sites à proximité
Autres refuges
- Le refuge de Cobourg par la Grünsteinscharte en environ 3 heures.

Sommets
- Wankspitze (2 208 m) comme une randonnée en montagne en environ 1 h 30. Alternativement, une via ferrata mène au sommet en 2 h 30 environ[2].